# Rans S-6 Coyote II
O Rans S-6 Coyote II é um avião monomotor americano, em configuração por tração, biposto, monoplano de asa alta projetado por Randy Schlitter e fabricados pela Rans Inc.
O Coyote estava disponível em forma de kit para construção amadora ou como uma aeronave esportiva leve completa.

## Projeto e desenvolvimento
O S-4 Coyote original de assento único foi projetado pelo proprietário do Rans, Randy Schlitter, em 1982, como resultado de sua insatisfação com os projetos ultraleves existentes na época. A construção do primeiro protótipo Coyote foi iniciada em novembro de 1982, com o primeiro voo em março de 1983.
O Coyote II de dois lugares foi desenvolvido a partir do S-5 Coyote, ele próprio um desenvolvimento do S-4 Coyote. O modelo inicial de dois assentos, o S-6, foi substituído pelo modelo melhorado S-6ES (de "extended span") em abril de 1990. Em 1993, o ES juntou-se à produção do S-6S Super Coyote.
Todos os modelos do S-6 apresentam um cockpit de tubo de aço 4130 soldado, com uma fuselagem traseira de tubo de alumínio aparafusado, asas e superfícies da cauda todas cobertas de tecido. No S-6 e S-6ES iniciais, o tecido consiste em envelopes de Dacron pré-costurados, que diminuem o tempo de construção. O S-6S, no entanto, usa o dope aeronáutico e o tecido mais tradicionais. Os tempos de construção relatados para o ES são 250 horas-homem contra 500 para o Super.

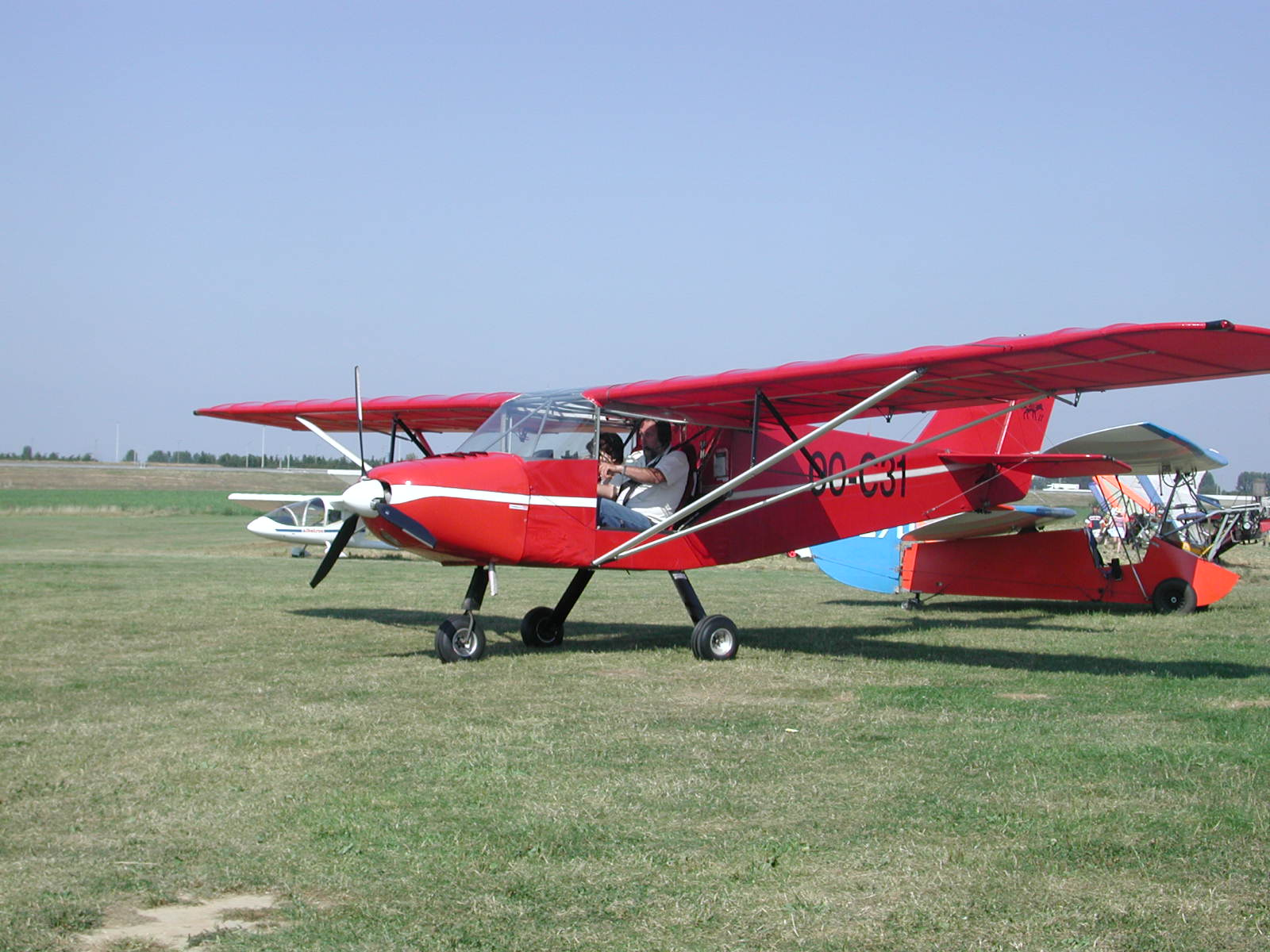
S-6 Coyote com trem de pouso triciclo.

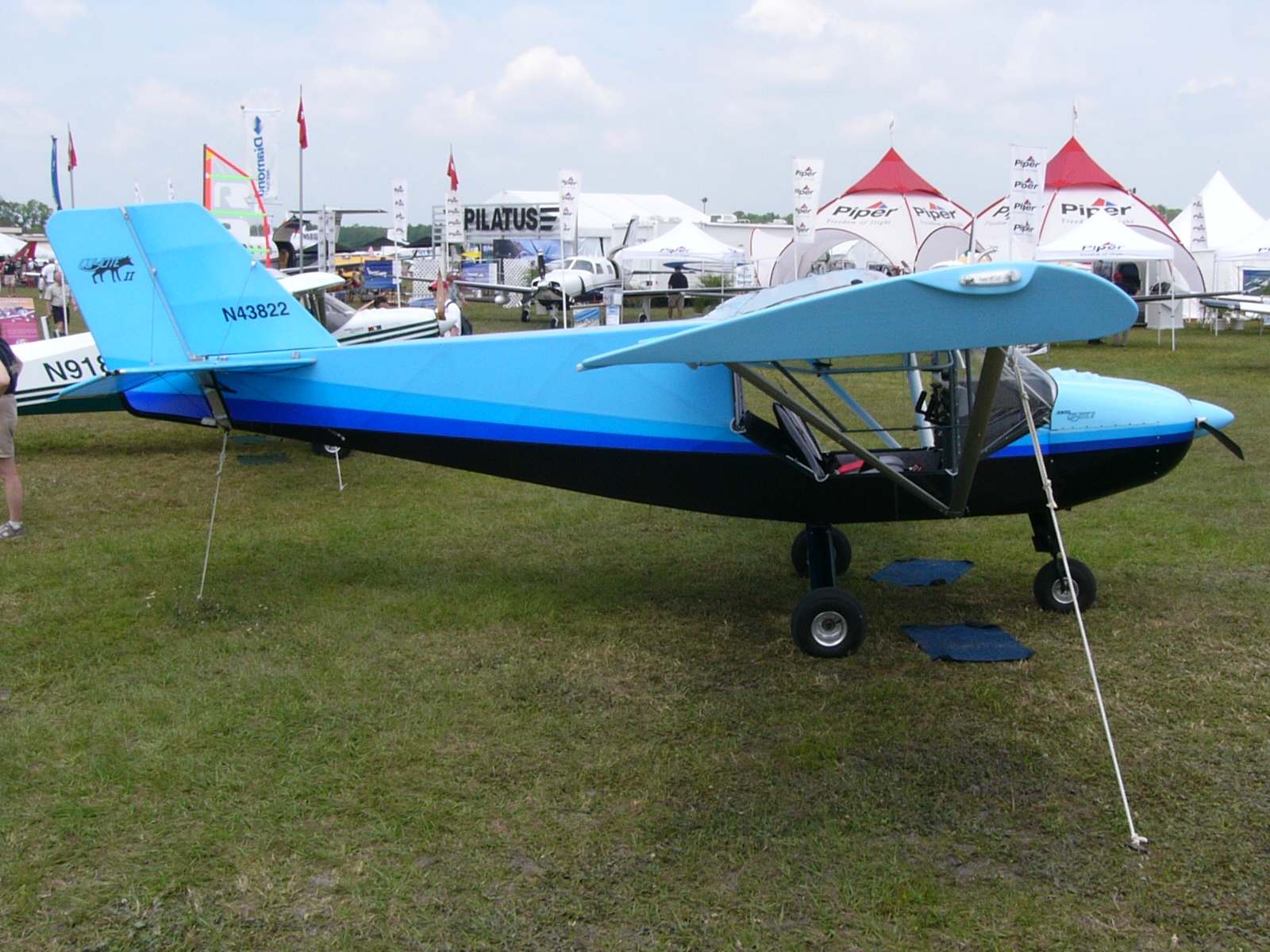
S-6ES Coyote com trem de pouso triciclo.

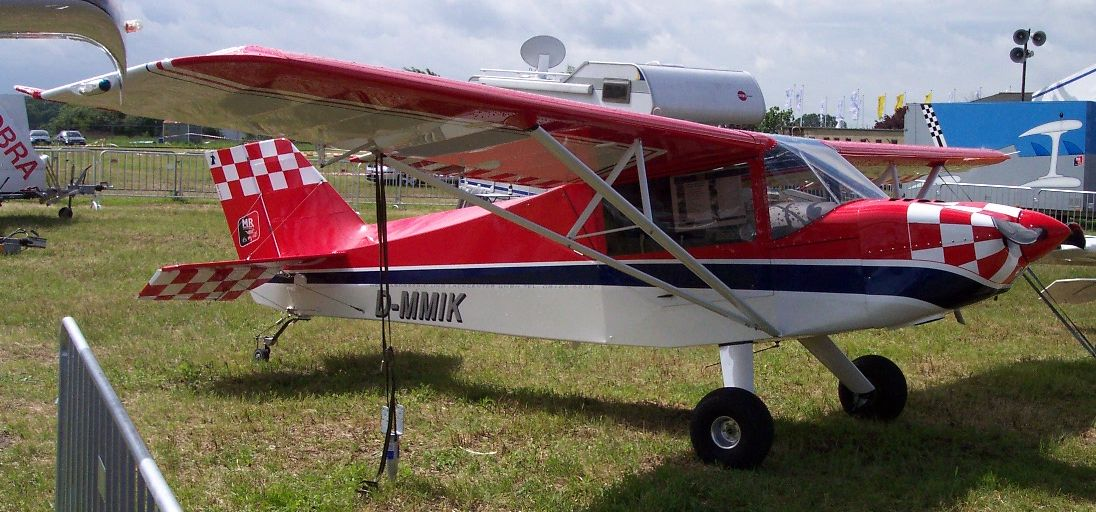
S-6S "Super Six" com trem de pouso convencional.

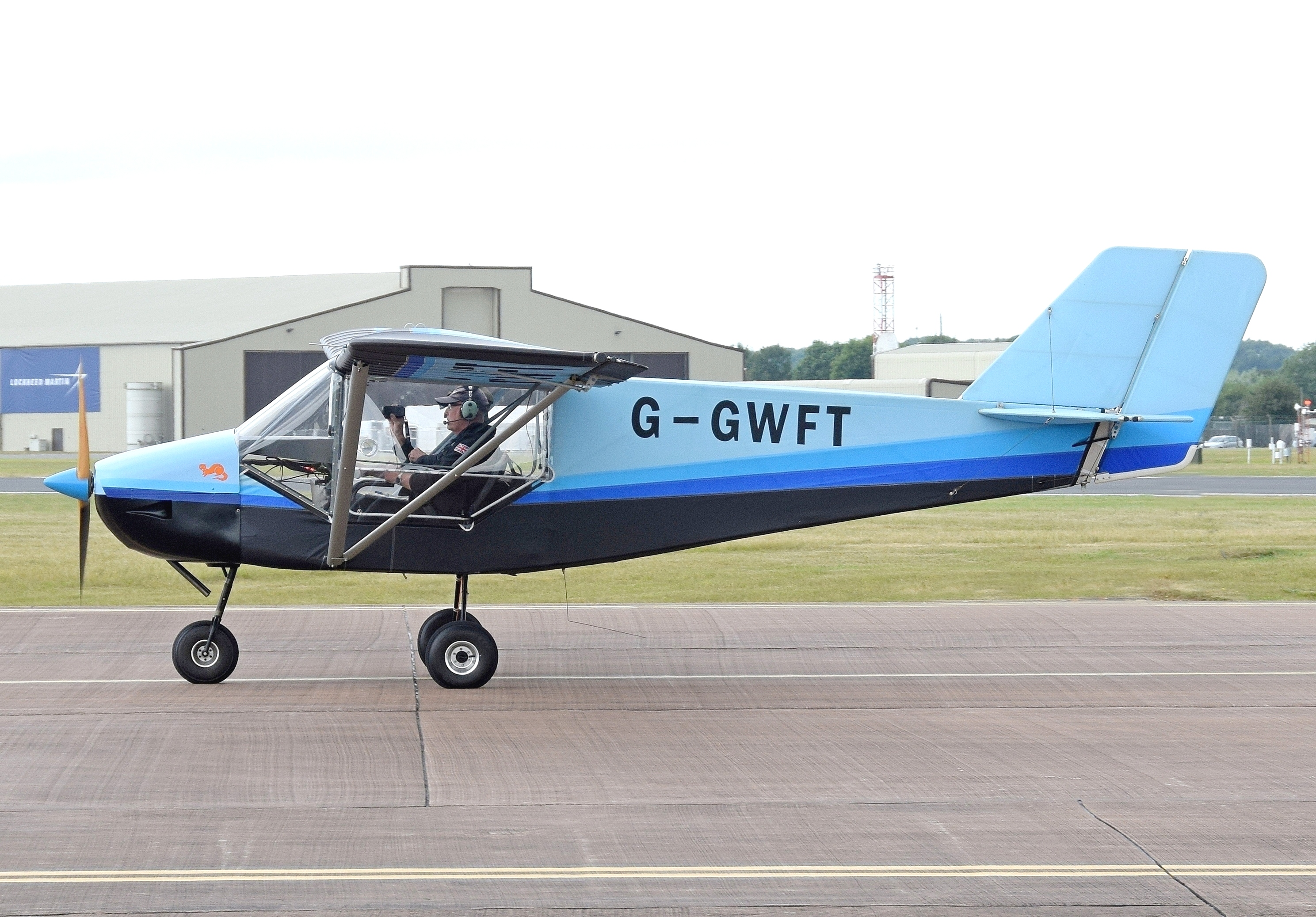
Um ultraleve Rans S-6 Coyote II feito por estudantes do Ercall Wood Technology College, Inglaterra, chega à RIAT de 2017.

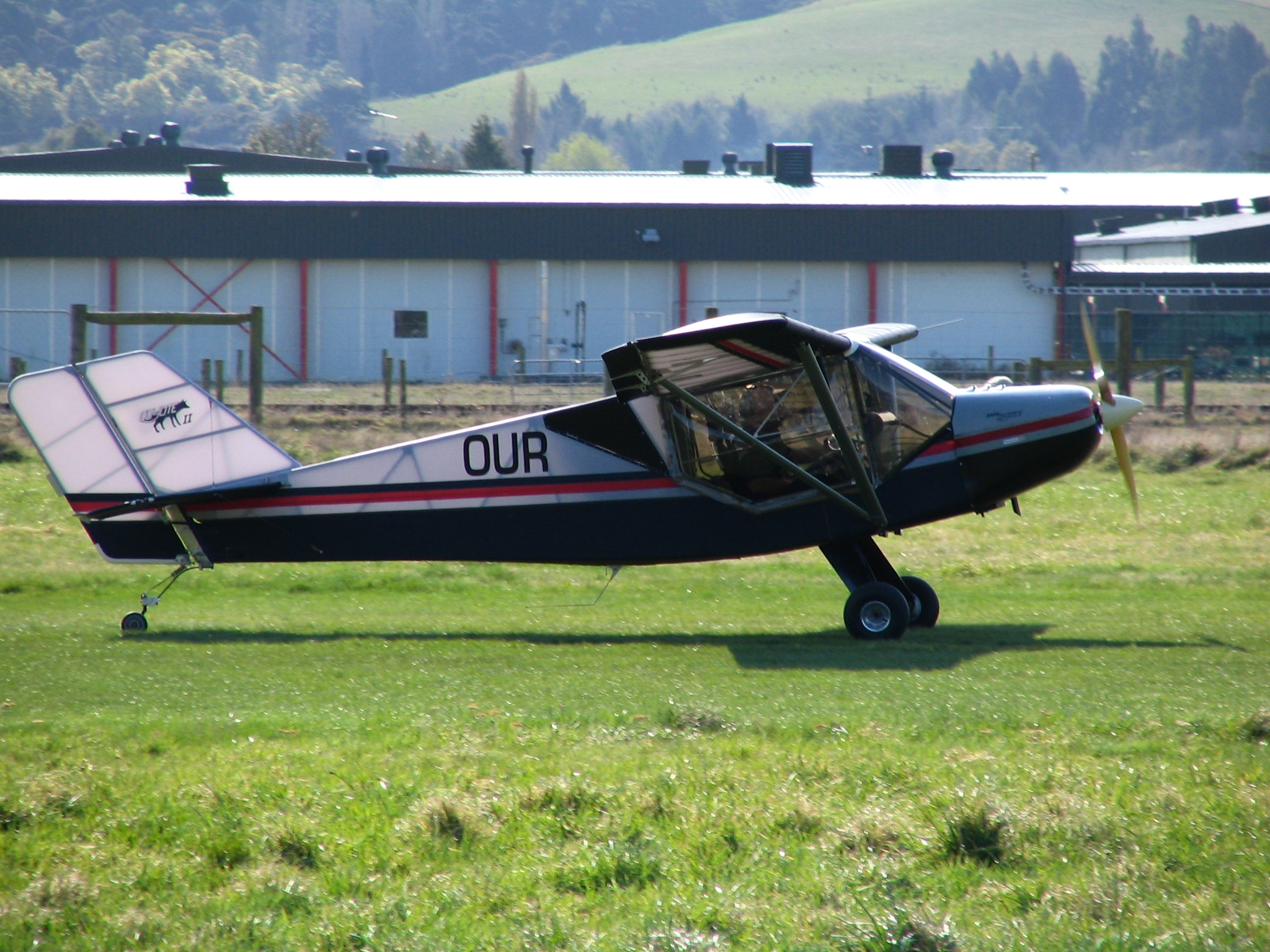
Um S-6ES com trem de pouso convencional.

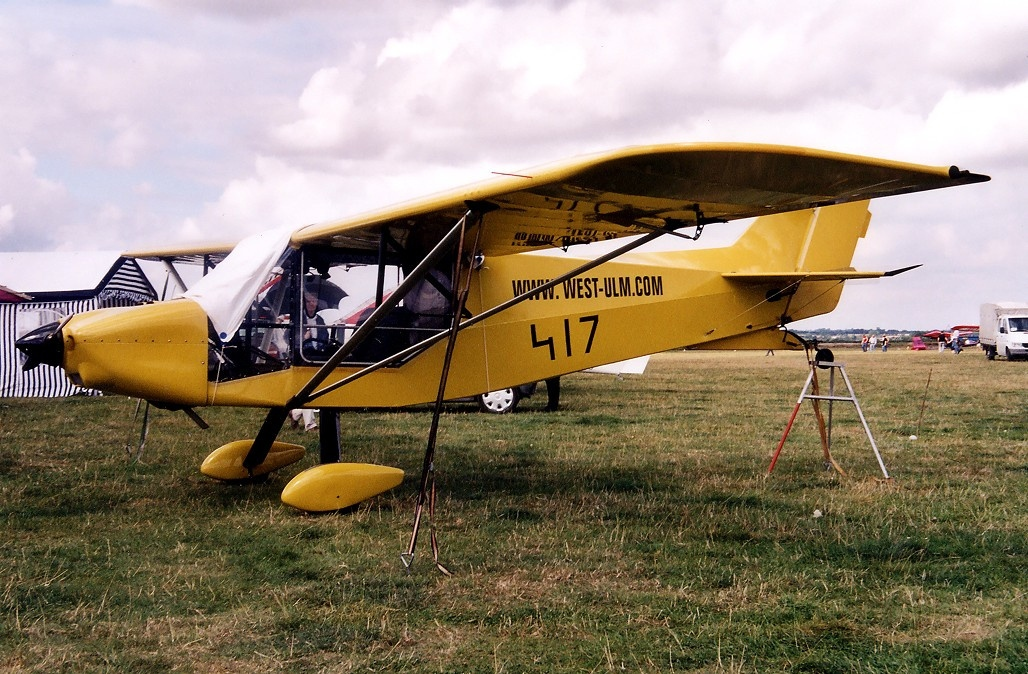
Um Rans Coyote S-6ES com trem de pouso convencional.

O kit Coyote II pode ser encomendado com trem de pouso triciclo ou convencional, e também pode ser equipado com flutuadores e esquis. O motor básico original era o Rotax 503 de 50 cv (37 kW), com o Rotax 582 de 64 cv (48 kW) disponível como opção. Hoje, o motor padrão é o Rotax 912UL de 80 hp (60 kW), sendo o Rotax 912ULS de 100 hp (75 kW) opcional. A aeronave também pode ser equipada com o Sauer S 2200 UL.

## Histórico operacional
O Coyote provou ser popular entre os clientes, com mais de 1.800 exemplares do tipo voando em janeiro de 2008. Em novembro de 2010, 615 estavam nos registros de países europeus a oeste da Rússia, excluindo a Irlanda.
Um exemplar do S-6ES atravessou o Oceano Atlântico duas vezes.

## Variantes
S-6
Versão inicial, mecanismo padrão 50 hp (37,3 kW) Rotax 503. Não está mais em produção.
S-6ES
Versão melhorada com asas de "envergadura estendida" introduzida em abril de 1990. O motor padrão é o 100 hp (74,6 kW) Rotax 912ULS. Disponível com asa padrão, asa "116" e "asa esportiva leve". Em produção em 2012.
S-6LS
Versão avião esportivo leve construída de fábrica do Coyote II. O mecanismo padrão é o 100 hp (74,6 kW) Rotax 912ULS e o preço base de 2010 é US$ 99.000.
S-6S Super Six
Versão melhorada com cobertura de tecido aeronáutico, introduzida em 1993. O motor padrão é o 100 hp (74,6 kW) Rotax 912ULS. Disponível com asa padrão, asa "116" e "asa esportiva leve". Em produção em 2010.

## Especificações (S-6ES)
Dados de: Kitplanes and Aerocrafter
Descrições gerais
- Tripulação: 1 piloto
- Capacidade: 1 passageiro
- Comprimento: 6,10 m (20 ft)
- Envergadura: 10,52 m (35 ft)
- Peso vazio: 200 kg (441 lb)
- Peso bruto (carregado): 422 kg (930 lb)

Motorização
- Número de motores: 1x
- Tipo do motor: Rotax 582
- Potência por motor: 64 hp (47,7 kW)
- Descrição do propulsor/hélice: Hélice de passo fixo de madeira de 2 pás

Performance
- Velocidade máxima: 190 km/h (118 mph)
- Velocidade de cruzeiro (km/h): 140 km/h (87,0 mph)
- Alcance: 350 km (217 mi)
- Razão de subida: 5.1 m/s